# Mitta Mitta River
Mitta Mitta River är ett vattendrag i Australien. Det ligger i delstaten Victoria, omkring 270 kilometer nordost om delstatshuvudstaden Melbourne. Mitta Mitta River ligger vid sjön Lake Hume.
Trakten runt Mitta Mitta River består till största delen av jordbruksmark. Trakten runt Mitta Mitta River är nära nog obefolkad, med mindre än två invånare per kvadratkilometer. Genomsnittlig årsnederbörd är 1 367 millimeter. Den regnigaste månaden är juli, med i genomsnitt 168 mm nederbörd, och den torraste är januari, med 47 mm nederbörd.